# Derek Roy
Derek Leonard Roy (* 4. května 1983) je bývalý kanadský hokejový útočník, naposledy hrající v Deutsche Eishockey Liga za tým EHC Mnichov.

## Klubová kariéra
Začínal v juniorském týmu Kitchener Rangers, v sezóně 1999/00 získal Emms Family Award, v roce 2003 s Kitchenerem vyhrál Memorial Cup a získal Stafford Smythe Memorial Trophy. Odehrál jedenáct sezón v National Hockey League, jako hráč Buffalo Sabres získal v roce 2007 Presidents' Trophy a v letech 2006 a 2007 hrál semifinále Stanley Cupu. V roce 2016 získal s SC Bern švýcarský titul. Sportovní kariéru ukončil v roce 2021.

## Reprezentační kariéra
Získal stříbrnou medaili na mistrovství světa juniorů v ledním hokeji 2003, mistrovství světa v ledním hokeji 2008 a mistrovství světa v ledním hokeji 2009. S kanadským výběrem vyhrál Spenglerův pohár 2015, reprezentoval také na Deutschland Cupu 2016 (2. místo) a na Channel One Cupu 2017 (5. místo). Při absenci hráčů z NHL byl zařazen do nominace na olympijský turnaj 2018 v Pchjongčchangu.

## Klubové statistiky
| Sezona     | Klub                | Soutěž     | Základní část | Základní část | Základní část | Základní část | Základní část | Play off | Play off | Play off | Play off | Play off |
| Sezona     | Klub                | Soutěž     | Z             | G             | A             | B             | TM            | Z        | G        | A        | B        | TM       |
| ---------- | ------------------- | ---------- | ------------- | ------------- | ------------- | ------------- | ------------- | -------- | -------- | -------- | -------- | -------- |
| 1999–00    | Kitchener Rangers   | OHL        | 66            | 34            | 53            | 87            | 44            | 5        | 4        | 1        | 5        | 6        |
| 2000–01    | Kitchener Rangers   | OHL        | 65            | 42            | 39            | 81            | 114           | —        | —        | —        | —        | —        |
| 2001–02    | Kitchener Rangers   | OHL        | 62            | 43            | 46            | 89            | 92            | 4        | 1        | 2        | 3        | 2        |
| 2002–03    | Kitchener Rangers   | OHL        | 49            | 28            | 50            | 78            | 73            | 21       | 9        | 23       | 32       | 14       |
| 2003–04    | Rochester Americans | AHL        | 26            | 10            | 16            | 26            | 20            | 16       | 6        | 8        | 14       | 18       |
| 2003–04    | Buffalo Sabres      | NHL        | 49            | 9             | 10            | 19            | 12            | —        | —        | —        | —        | —        |
| 2004–05    | Rochester Americans | AHL        | 67            | 16            | 45            | 61            | 60            | 9        | 6        | 5        | 11       | 6        |
| 2005–06    | Rochester Americans | AHL        | 8             | 7             | 13            | 20            | 10            | —        | —        | —        | —        | —        |
| 2005–06    | Buffalo Sabres      | NHL        | 70            | 18            | 28            | 46            | 57            | 18       | 5        | 10       | 15       | 16       |
| 2006–07    | Buffalo Sabres      | NHL        | 75            | 21            | 42            | 63            | 60            | 16       | 2        | 5        | 7        | 14       |
| 2007–08    | Buffalo Sabres      | NHL        | 78            | 32            | 49            | 81            | 46            | —        | —        | —        | —        | —        |
| 2008–09    | Buffalo Sabres      | NHL        | 82            | 28            | 42            | 70            | 38            | —        | —        | —        | —        | —        |
| 2009–10    | Buffalo Sabres      | NHL        | 80            | 26            | 43            | 69            | 48            | 6        | 0        | 2        | 2        | 2        |
| 2010–11    | Buffalo Sabres      | NHL        | 35            | 10            | 25            | 35            | 16            | 1        | 0        | 1        | 1        | 0        |
| 2011–12    | Buffalo Sabres      | NHL        | 80            | 17            | 27            | 44            | 54            | —        | —        | —        | —        | —        |
| 2012–13    | Dallas Stars        | NHL        | 30            | 4             | 18            | 22            | 4             | —        | —        | —        | —        | —        |
| 2012–13    | Vancouver Canucks   | NHL        | 12            | 3             | 3             | 6             | 2             | 4        | 0        | 1        | 1        | 2        |
| 2013–14    | St. Louis Blues     | NHL        | 75            | 9             | 28            | 37            | 30            | 4        | 0        | 1        | 1        | 0        |
| 2014–15    | Nashville Predators | NHL        | 26            | 1             | 9             | 10            | 2             | —        | —        | —        | —        | —        |
| 2014–15    | Edmonton Oilers     | NHL        | 46            | 11            | 11            | 22            | 22            | —        | —        | —        | —        | —        |
| 2015–16    | SC Bern             | NLA        | 36            | 9             | 21            | 30            | 26            | 13       | 3        | 9        | 12       | 42       |
| 2016–17    | Avangard Omsk       | KHL        | 21            | 5             | 7             | 12            | 20            | —        | —        | —        | —        | —        |
| 2016–17    | Traktor Čeljabinsk  | KHL        | 34            | 6             | 4             | 10            | 24            | 6        | 0        | 2        | 2        | 4        |
| 2017–18    | Linköpings HC       | SHL        | 45            | 12            | 23            | 35            | 24            | 7        | 2        | 5        | 7        | 8        |
| 2018–19    | Linköpings HC       | SHL        | 49            | 8             | 34            | 42            | 28            | —        | —        | —        | —        | —        |
| 2019–20    | EHC München         | DEL        | 10            | 0             | 7             | 7             | 8             | —        | —        | —        | —        | —        |
| 2020–21    | EHC München         | DEL        | 12            | 4             | 5             | 9             | 4             | —        | —        | —        | —        | —        |
| NHL celkem | NHL celkem          | NHL celkem | 738           | 189           | 335           | 524           | 391           | 49       | 7        | 20       | 27       | 36       |

### Reprezentační statistiky
| 2000            | Kanada 18       | Hlinka Gretzky Cup | 3  | 0  | 2  | 2  | 4  | Zlatá medaile    |
| 2003            | Kanada 20       | MSJ                | 6  | 1  | 2  | 3  | 4  | Stříbrná medaile |
| 2008            | Kanada          | MS                 | 9  | 5  | 5  | 40 | 6  | Stříbrná medaile |
| 2009            | Kanada          | MS                 | 9  | 4  | 4  | 8  | 4  | Stříbrná medaile |
| 2018            | Kanada          | ZOH                | 6  | 2  | 5  | 7  | 8  | Bronzová medaile |
| Junioři celkově | Junioři celkově | Junioři celkově    | 9  | 1  | 4  | 5  | 8  |                  |
| Senioři celkově | Senioři celkově | Senioři celkově    | 24 | 11 | 14 | 25 | 18 |                  |

## Individuální ocenění
- 1999/2000 – Emms Family Award (Kitchener Rangers), nejlepší nováček ligy Ontario Hockey League
- 2002/2003 – Wayne Gretzky 99 Award (Kitchener Rangers), nejužitečnější hráč playoff v lize Ontario Hockey League
- 2003 – Stafford Smythe Memorial Trophy, nejužitečnější hokejista Memorial Cupu